# Velswijk
Velswijk is een kerkdorp in de Nederlandse gemeente Bronckhorst. Voordat de nieuwe gemeente Bronckhorst gecreëerd werd hoorde Velswijk bij de gemeente Zelhem.
Anno 2010 telde Velswijk 135 huizen en 320 inwoners. In 2016 waren er nog 285 inwoners. Buiten de dorpsgrenzen is er een groot buitengebied waar 855 mensen wonen die ook tot Velswijk gerekend worden.
In oktober 2012 besloot de gemeenteraad van Bronckhorst bij Velswijk een speciale wijk voor paardenliefhebbers te bouwen, met woonhuizen, privéstallen, een ruitersportcentrum en een hoefsmid.  Na aanloopproblemen werd de kleinschalige paardenwijk in 2017 gerealiseerd.

## Zie ook

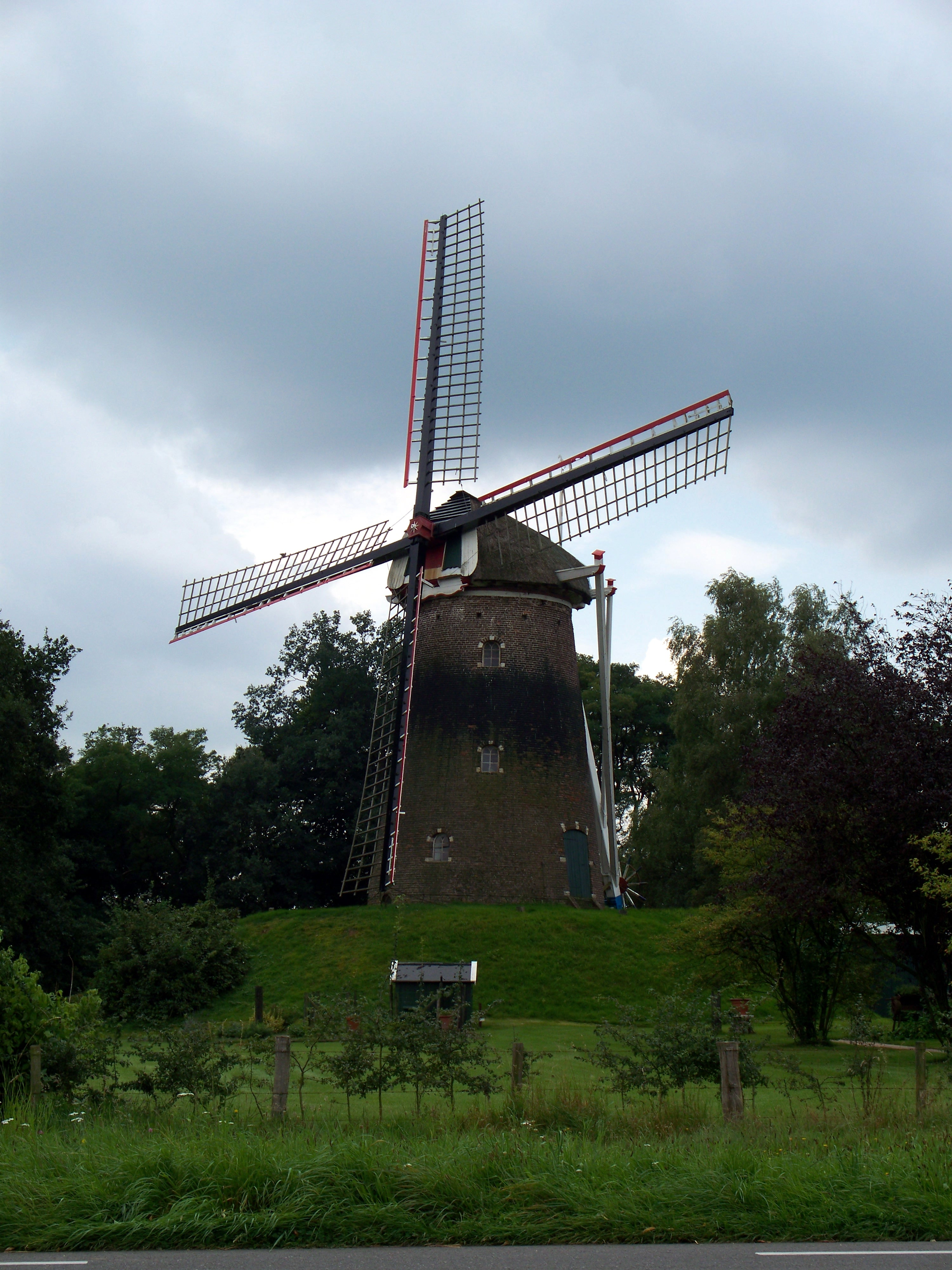
Velswijk Wittebrinkse Molen